# Coupe des champions de la CONCACAF 1990
Navigation
Édition précédente Édition suivante
La Coupe des champions de la CONCACAF 1990 était la vingt-sixième édition de cette compétition.
Elle a été remportée par le Club América face au Pinar del Río sur le score cumulé de huit buts à deux.

## Participants
Un total de 28 équipes provenant d'un maximum de 16 nations pouvaient participer au tournoi. Elles appartenaient aux zones Amérique du Nord, Amérique Centrale et Caraïbes de la CONCACAF.
Le tableau des clubs qualifiés était le suivant :
| Nation                 | Club                            | Raison de qualification                         |
| Zone Amérique du Nord  |                                 |                                                 |
| Deuxième tour          |                                 |                                                 |
| Mexique                | Club América                    | Champion du Mexique 1988-89.                    |
| Premier tour           |                                 |                                                 |
| États-Unis             | Saint-Petersbourg Kickers (en)  | Vainqueur de l'US Open Cup 1989.                |
| États-Unis             | New York Greek-American         | Finaliste de l'US Open Cup 1989.                |
| Zone Amérique Centrale |                                 |                                                 |
| Premier tour           |                                 |                                                 |
| Panama                 | Tauro FC                        | Champion du Panama 1989.                        |
| Panama                 | Deportivo La Previsora          | Second du championnat du Panama 1989.           |
| Salvador               | Alianza FC                      | Champion du Salvador 1989-90.                   |
| Salvador               | Luis Ángel Firpo                | Second du championnat du Salvador 1989-90.      |
| Honduras               | CD Olimpia                      | Champion du Honduras 1989.                      |
| Honduras               | Real España                     | Second du championnat du Honduras 1989.         |
| Guatemala              | CSD Municipal                   | Champion du Guatemala 1989.                     |
| Guatemala              | CD Suchitepéquez                | Second du championnat du Guatemala 1989.        |
| Nicaragua              | Diriangén FC                    | Champion du Nicaragua 1989.                     |
| Nicaragua              | Juventus Managua                | Second du championnat du Nicaragua 1989.        |
| Belize                 | Duurly's                        | Méthode de qualification inconnue.              |
| Belize                 | San Joaquin FC                  | Méthode de qualification inconnue.              |
| Zone Caraïbes          |                                 |                                                 |
| Deuxième tour          |                                 |                                                 |
| Martinique             | Excelsior de Fort de France     | Champion de la Martinique 1988-89.              |
| Martinique             | RC Rivière-Pilote               | Second du championnat de la Martinique 1988-89. |
| Antilles néerlandaises | Union Deportivo Banda Abou      | Champion des Antilles néerlandaises 1990        |
| Antilles néerlandaises | RKVFC Sithoc                    | Vice-champion des Antilles néerlandaises 1990   |
| Suriname               | SV Robinhood                    | Champion du Surinam 1989.                       |
| Suriname               | SV Transvaal                    | Second du championnat du Surinam 1989.          |
| Cuba                   | FC Pinar del Río                | Champion de Cuba 1988-89.                       |
| Cuba                   | Deportivo Central               | Second du championnat de Cuba 1988-89.          |
| Haïti                  | Football Inter Club Association | Champion d'Haïti 1988-89.                       |
| Jamaïque               | Seba United                     | Méthode de qualification inconnue.              |
| Barbade                | Paradise Football Club          | Champion de Barbade 1989.                       |
| Premier tour           |                                 |                                                 |
| Guadeloupe             | Zénith                          | Champion de Guadeloupe 1988-89.                 |
| Guadeloupe             | La Gauloise de Basse-Terre      | Second du championnat de Guadeloupe 1988-89.    |

## Calendrier
| Tour                          | Nom                    | Date aller           | Date retour          | Équipes participantes | Équipes restantes |
| Phase de qualification (1990) |                        |                      |                      |                       |                   |
| 1                             | Phase de qualification | 31 mars - 14 octobre | 31 mars - 14 octobre | 28                    | 28 à 3            |
| Phase finale (1990 / 1991)    |                        |                      |                      |                       |                   |
| 1                             | Demi-finale            | 12 novembre          | 14 novembre          | 2                     | 3 à 2             |
| 2                             | Finale                 | 19 février           | 12 mars              | 2                     | 2 à 1             |

## Compétition

### Phase de qualification

#### ZoneAmérique du Nord

##### Premier tour
| Date              | Pays | Club                           | Aller | Retour | Club                    | Pays | Commentaire |
| 28 avril / 13 mai |      | Saint-Petersbourg Kickers (en) | 2-0   | 0-1    | New York Greek-American |      |             |

##### Deuxième tour
| Date    | Pays | Club                           | Score | Club         | Pays | Commentaire                       |
| 10 juin |      | Saint-Petersbourg Kickers (en) | 0-1   | Club América |      | Joué sur un seul match en Floride |

#### ZoneAmérique Centrale

##### Premier tour
| Date              | Pays | Club                   | Aller   | Retour  | Club           | Pays | Commentaire                   |
| 21 / 29 avril     |      | Real España            | 5-1     | 2-0     | Diriangén FC   |      |                               |
| 21 avril / 13 mai |      | CSD Municipal          | 2-0     | 3-0     | Duurly's       |      |                               |
| 22 avril / 6 mai  |      | CD Suchitepéquez       | 2-1     | 1-0     | San Joaquin FC |      |                               |
| 25 / 29 avril     |      | Luis Ángel Firpo       | 1-1     | 3-0     | Tauro FC       |      |                               |
| 25 / 29 avril     |      | Deportivo La Previsora | 1-10    | 0-2     | Alianza FC     |      |                               |
| 15 / 19 juillet   |      | Juventus Managua       | Forfait | Forfait | CD Olimpia     |      | Forfait avant le premier tour |

##### Deuxième tour
| Date                  | Pays | Club        | Aller | Retour | Club             | Pays | Commentaire                   |
| 13 / 20 mai           |      | Alianza FC  | 0-0   | 0-1    | Luis Ángel Firpo |      |                               |
| 31 août / 2 septembre |      | Real España | 2-1   | 1-0    | CSD Municipal    |      | Matchs joués à San Pedro Sula |
| 31 août / 2 septembre |      | CD Olimpia  | 2-2   | 2-0    | CD Suchitepéquez |      | Matchs joués à Tegucigalpa    |

##### Troisième tour
| Rang | Équipe           | Pts | J | G | N | P | Bp | Bc | Diff |
| ---- | ---------------- | --- | - | - | - | - | -- | -- | ---- |
| 1    | CD Olimpia       | 5   | 4 | 2 | 1 | 1 | 4  | 5  | -1   |
| 2    | Luis Ángel Firpo | 4   | 4 | 1 | 2 | 1 | 5  | 3  | +2   |
| 3    | Real España      | 3   | 4 | 1 | 1 | 2 | 5  | 6  | -1   |

| Date         | Pays | Club             | Score | Club             | Pays |
| 9 septembre  |      | Luis Ángel Firpo | 3-0   | Real España      |      |
| 15 septembre |      | Real España      | 1-1   | Luis Ángel Firpo |      |
| 20 septembre |      | CD Olimpia       | 1-1   | Luis Ángel Firpo |      |
| 7 octobre    |      | Luis Ángel Firpo | 0-1   | CD Olimpia       |      |
| 11 octobre   |      | Real España      | 4-1   | CD Olimpia       |      |
| 14 octobre   |      | CD Olimpia       | 1-0   | Real España      |      |

#### ZoneCaraïbes

##### Premier tour
| Date        | Pays | Club   | Aller | Retour | Club                       | Pays | Commentaire |
| 3 / 10 mars |      | Zénith | 1-1   | 2-0    | La Gauloise de Basse-Terre |      |             |

##### Deuxième tour
Le RC Rivière-Pilote a déclaré forfait avant la première confrontation, la CONCACAF a alors déclaré vainqueur leur adversaire.
| Date              | Pays | Club                        | Aller   | Retour  | Club                            | Pays | Commentaire                   |
| 31 mars / 8 avril |      | Paradise Football Club      | 2-0     | 1-1     | Zénith                          |      |                               |
| 1er / 8 avril     |      | Union Deportivo Banda Abou  | 1-0     | 0-2     | RKVFC Sithoc                    |      |                               |
| 1er / 8 avril     |      | SV Robinhood                | 0-0     | 1-2     | SV Transvaal                    |      |                               |
| 4 / 11 avril      |      | Excelsior de Fort de France | Forfait | Forfait | RC Rivière-Pilote               |      | Forfait avant le premier tour |
| 8 / 22 avril      |      | Seba United                 | 0-2     | 0-1     | Football Inter Club Association |      |                               |
| 11 / 25 mai       |      | FC Pinar del Río            | 3-1     | 1-0     | Deportivo Central               |      |                               |

##### Troisième tour
Le troisième tour de qualification est le dernier tour dont on retrouve la trace, il n'y a aucune information sur les raisons qui font du FC Pinar del Río le représentant de la zone caraïbes lors de la phase finale.
Le Paradise Football Club a déclaré forfait entre les deux confrontations, le SV Transvaal qui avait remporter le premier match a donc été déclaré vainqueur.
| Date                 | Pays | Club                            | Aller | Retour  | Club                        | Pays | Commentaire |
| 16 / 29 juillet      |      | Paradise Football Club          | 0-2   | Forfait | SV Transvaal                |      |             |
| 20 juillet / 15 août |      | RKVFC Sithoc                    | 0-4   | 1-2     | Excelsior de Fort de France |      |             |
| 2 / 16 septembre     |      | Football Inter Club Association | 1-1   | 0-3     | FC Pinar del Río            |      |             |

### Phase Finale

#### Tableau
|  | Demi-finale            | Demi-finale | Demi-finale  | Demi-finale                |   |   | Finale | Finale | Finale | Finale |
|  |                        |             |              |                            |   |   |        |        |        |        |
|  | 12 et 14 novembre 1990 |             |              |                            |   |   |        |        |        |        |
|  |                        |             |              |                            |   |   |        |        |        |        |
|  | Club América           | 3           | 1            |                            |   |   |        |        |        |        |
|  | Club América           | 3           | 1            | 19 février et 12 mars 1991 |   |   |        |        |        |        |
|  | CD Olimpia             | 0           | 2            |                            |   |   |        |        |        |        |
|  | CD Olimpia             | 0           | 2            | FC Pinar del Río           | 2 | 0 |        |        |        |        |
|  |                        |             |              |                            | 2 | 0 |        |        |        |        |
|  |                        |             | Club América | 2                          | 6 |   |        |        |        |        |

#### Demi-finale
| Pays | Club         | Aller | Retour | Club       | Pays | Commentaire |
|      | Club América | 3-0   | 1-2    | CD Olimpia |      |             |

#### Finale
| Match aller     | FC Pinar del Río                         | 2:2   | Club América                       | Stade Pedro-Marrero La Havane, Cuba |                            |
| 19 février 1991 | Oswaldo Alonso 20e · Osmín Hernández 43e | (2:2) | Guillermo Huerta 25e · Toninho 31e | Arbitrage : Ramesh Ramdhan          | Arbitrage : Ramesh Ramdhan |

| Match retour | Club América | 6:0   | FC Pinar del Río | Stade Azteca Mexico, Mexique |                       |
| 12 mars 1991 | Toninho 3e · Toninho 9e · Luis R.Alves Zangue 68e · Luis R.Alves Zangue 80e · Toninho 84e · Osmín Hernández 85e (csc) | (2:0) |                  | Arbitrage : Majid Jay        | Arbitrage : Majid Jay |

| Champion de la CONCACAF 1990 |
| ---------------------------- |
| Drapeau du Mexique           |
| Club América Troisième Titre |